# 稲森美優
稲森 美優（いなもり みゆう、1988年〈昭和63年〉11月7日 - ）は、日本のAV女優、元グラビアアイドル。フォーティーフォーマネジメント所属であったが、現在はカプセルエージェンシー所属。一時期の芸名は稲森 美憂（読み同じ）。神奈川県平塚市出身。

## 略歴
2006年にAKB48チームKオーディションにて最終審査にまで残るも落選する。合格者は大島優子や梅田彩佳、秋元才加、宮澤佐江などがいる。
東京・原宿でスカウトされたのがきっかけで、2007年に芸能界デビュー。レースクイーン系のモデル事務所で葛藤はあったが、のちに写真の映り方、目上の人やファンとの接し方など勉強になったと答えている。2008年3月をもって、所属していたフェイスネットワークを退所。
その後、東京ガールズコレクション2009 セミファイナリスト。汐留グラビア甲子園2011 ファイナリスト。日テレジェニック2012候補生に選ばれ、「アイドルの穴〜日テレジェニックを探せ!〜」第8回放送まで健闘。準日テレジェニック、ベスト不思議ちゃん賞を受賞。このほか『ヤングマガジン黒BUTAガール』、『汐留グラビア甲子園』、『ミスTGC』などもファイナリストまで残るが栄冠を逃し、「あと一歩足りないアイドル」という自虐的なキャッチコピーで撮影会などでグラビアアイドルとしての活動を積極的に開始。
2012年4月28日、小花、北山亜莉沙、望月るな、麻生かなとともに演技も歌もできるライブアクトアイドル・アリスインアリスに参加。念願のアイドルグループへ初めての参加となった。1期生は1年限りとの契約であったため、2013年6月2日にアリスインアリスを卒業。

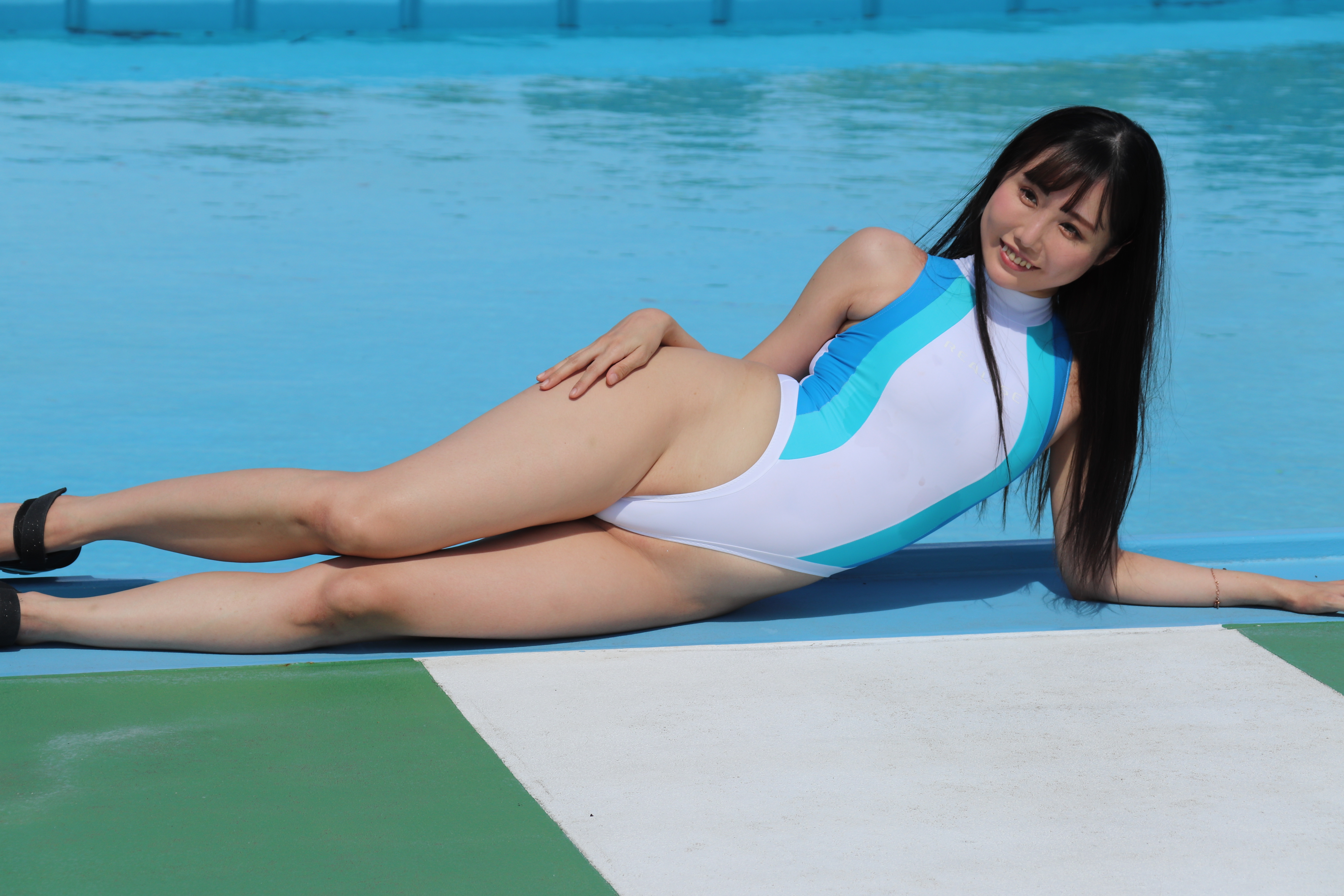
トレードマークであるハイカットの競泳水着を着用する稲森

2015年5月13日、グラビアアイドルを中心としたアイドルグループGracoRexを結成。浜田翔子を誘うなどリーダー的な活動を行うも、9月30日に卒業。2015年10月にはGracoRex卒業メンバーを中心とした gra-DOLLの結成に参加。2019年3月20日 渋谷 clubasiaでのライブをもってgra-DOLLを卒業。その後はSTUDIO13に所属。競泳水着の似合うグラビアアイドルとして「#競泳水着が需要あると聞いて」のタグを使用し、SNSなどで話題を作った。同じく2019年にはミスジェニックのオーディションに参加。
2021年9月よりTwitterにてカウントダウンを始めており、10月11日に「1日後に話題になる稲森美優」として稲森美優としての最後の挨拶を行い、グラビアアイドルを卒業した。
2021年10月12日、AVメーカー「アイデアポケット」から専属デビューすること、併せて株式会社フォーティーフォーマネジメントに所属することを自身のTwitterで報告。また、芸名を「稲森美優」から「稲森美憂」に改名。
AVデビュー作は2021年10月11日週・FANZA通販フロア週間AVランキング1位を記録した。光文社『FLASH』発表の2021年セクシー女優ランキング第31位。月刊FANZA発表「このAV女優がすごい!2021年冬」新人編第1位。
集英社『週刊プレイボーイ』2022年5月2日号掲載インタビュー記事より芸名を「稲森美優」に戻す。2022年9月24日に神田明神ホールで行われたAsia Pacific Collectionではセックスワーカーを代表するひとりとしてランウェイを歩いた。
同年のAV出演被害防止・救済法施行後は改正、修正を求めるロビー活動を月島さくら、天使もえ、緒川はる、花宮レイらとともに当事者代表として行っている。2022年10月、月島さくらとともに女性の多様な生き方を支援するグループ「siente」を発足。

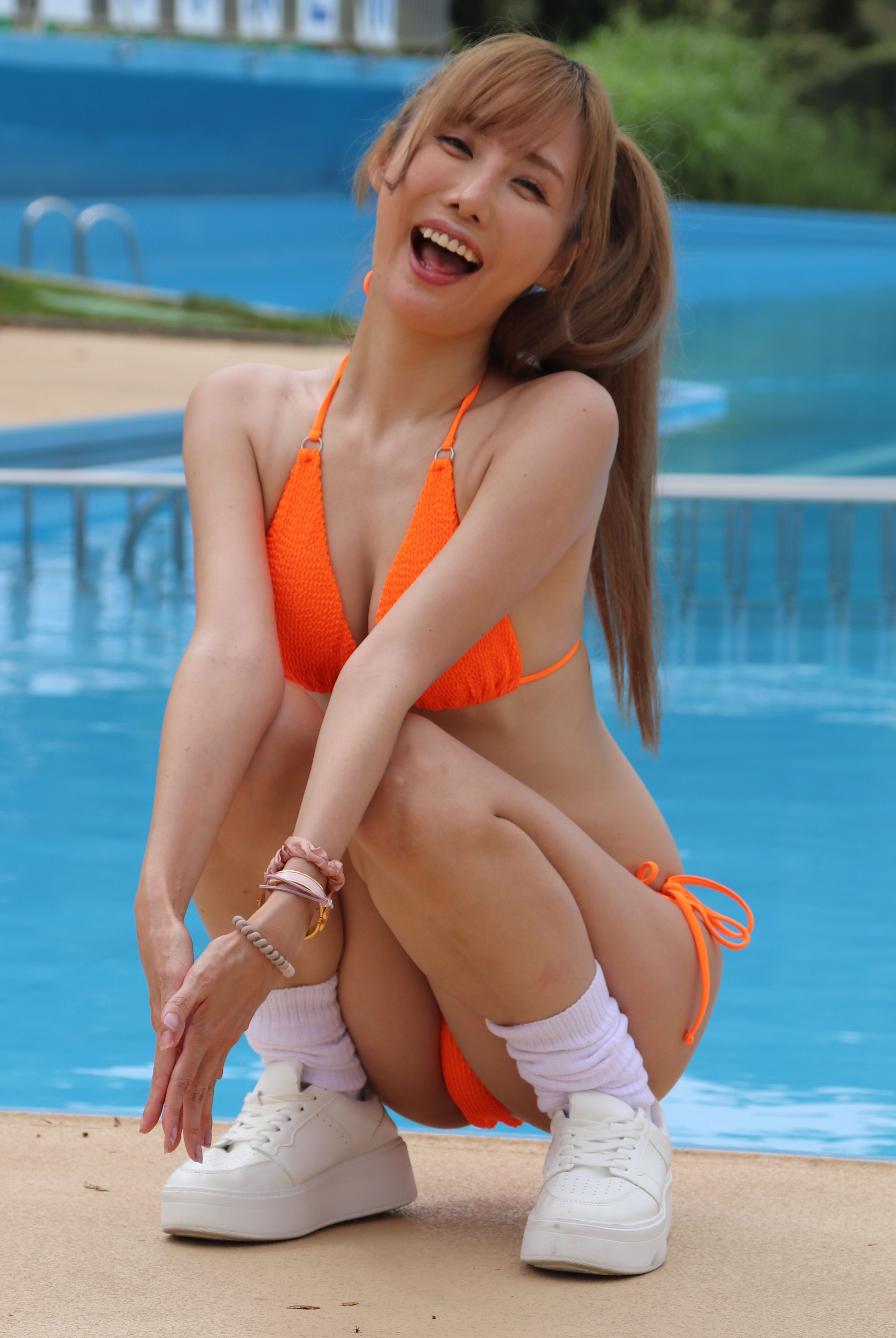
2023年9月撮影

2023年7月7日、浜田翔子芸歴20周年として活動を休止していたgra-DOLLを浜田翔子、成田梨紗、はまだこう、稲森美優の4人で9月3日に再結成することを発表。稲森は卒業していたため、約4年ぶりの合流となる。
2023年8月3日、品川・GOTANDA G6で行われた「LADY MADONNA ANNEX」に桜もことのコンビで出演。
2024年11月21日、神奈川・川崎CLUB CITTA'で開催された音楽イベント『LADY MADONNA 拡大版 2024』に出演。
2025年3月27日、東京・青山RizMで開催された音楽イベント『LADY MADONNA Vol.18』に出演。

## 人物
- 趣味：Twitter、ネット、寝る事、雑貨屋巡り
- 特技：親指を曲げる、イラスト、工作、Y字開脚、フリスク早食い1箱44.8秒 ギネス記録【非公式】、30秒間パンツ早履き9回 ギネス記録【非公式】
- 好物：レッドブル、タバスコ、梅干し、ラーメン、おじや、たっぷりウニのクリームパスタ、凍ったチョコレート
- ペット：ショコラ（ティーカッププードル）
- 弟がいる[27]。
- 東京ディズニーシーの年間パスポートを持っていて、1人で行ってしまうほど好きである。
- デビュー当初は目標がモーニング娘。やAKB48であったこともあり、人前で水着になることに多少の抵抗があったという[5]。
- AV女優転向時の改名について「にんべんがなくなって…人を捨てたんだね」という書き込みに「うまい」と述べている[28]。ただし2022年のインタビューではアイドル時代より撮影環境がよくなったことを証言している[29][30]。

## 作品

### アダルトDVD
- 現役グラビアアイドルAVデビュー FIRST IMPRESSION 150 解禁 稲森美憂（11月9日、アイデアポケット）
- 本物グラビアアイドル4本番 AV初体験プレイ7コーナーSPECIAL（12月14日、アイデアポケット）

- グラビアアイドル絶頂覚醒 もうセックスなしでは生きられない…（1月11日、アイデアポケット）
- グラドルお姉さんと交わすヨダレだらだらツバだくだく濃厚な接吻とセックス（2月8日、アイデアポケット）[31]
- 出張先相部屋NTR 絶倫の上司に一晩中何度もイカされ続けたキャリア女子社員（3月8日、アイデアポケット）
- 競泳水着フェチに狙われて… 金持ちストーカーの狂気的な粘着に全てを晒された競泳水着グラドル（4月12日、アイデアポケット）[32]
- 絶頂154回! 大痙攣139回! 潮吹き9650cc! エロス極限突破トランス絶頂FUCK（5月10日、アイデアポケット）
- 死ぬほど大嫌いな上司と出張先の温泉旅館でまさかの相部屋に… 醜い絶倫おやじに何度も何度もイカされてしまった私。（6月14日、アイデアポケット）
- 現役グラビアアイドル 解禁 はじめての真正中出しSEX 稲森美優（10月18日、本中）
- 「終電までウチで休憩していく?」 会社の飲み会で泥酔してしまった僕は終電まで女上司の部屋で休むことに… ホロ酔いで無防備過ぎる部屋着のまま… 稲森美優（11月22日、h.m.p DORAMA）
- 完ナマWIFE06 稲森美優（11月27日、MERCURY）

- 完全プライベート映像 元グラビア神ボディEカップ高身長美女・稲森美優ちゃんと初めての二人きりお泊まり（1月3日、パコパコ団とゆかいな仲間たち/妄想族）
- 【4K撮影】鬼の連続イカセで美脚ガクブル追撃中出しFUCK 稲森美優（4月6日、Materiall）
- ご近所の仲良し人妻が、競泳水着で気持ちよくしてあげる。 稲森美優 月島さくら（4月18日、溜池ゴロー）
- 無防備で可愛い義弟チンポの虜になり夫をおろそかにしてしまった不貞妻 稲森美優（4月30日、マザー）
- 密着キッスから始まる全身舐めまわしレズSEX 稲森美優、レズ解禁。稲森美優 若宮穂乃（7月25日、レズれ!）
- むちむち美尻 神ブルマ 稲森美優  ロリ美少女やぽっちゃり娘らにピチピチブルマ & 体操着を着せ、ハミパン、ムレムレワレメを毛穴まで見えるほどの超ドアップ接写! さらに尻コキ、着衣お漏らし放尿やブルマぶっかけ等ブルマ好きに送る完全着衣フェチAV（8月10日、親父の個撮）
- 人妻の花びらめくり 稲森美優（9月19日、人妻援護会/エマニエル）
- 一般社団法人女性代表 似非フェミニストの闇堕ち快楽性交!!～現役AV女優に起こった惨劇～ 月島さくら  稲森美優（11月9日、FALENO TUBE→ホットエンターテイメント自主流通）
- 母子交尾～上州高原路～ 稲森美優（11月21日、RUBY）
- 人妻ナンパ中出しイカセ 41 水道橋編（12月8日、ホットエンターテイメント）

- エロい完全着衣で男を悩殺するハイレグ痴女 稲森美優（1月23日、ミル）
- 【後妻業ビジネスのリアルな実態】【給料明細 ＃16】資産家老人をカモに遺産を狙う「毒婦」を徹底調査!! 男を虜にする小悪魔的な笑顔とアニメ声!! 貢がせ上手な「色仕掛け」テクニックとは?! 久しぶりの若い男のカチカチち○ぽに感度爆上がり!! 高身長美BODY… 稲森美優（1月25日、DOC）
- ご奉仕バスガイド! エッチな入社試験! 稲森美優（3月5日、RUBY）
- 近親相姦ソープランド 初めての風俗に行って童貞卒業しようとしたらまさかのお姉ちゃんが出てきちゃって気まずい筆下ろし!!（3月7日、SODクリエイト）
- 【悲報】内緒でデリヘルで働いていた既婚女さん、旦那に指名 & 激詰め鬼生中される動画。（4月25日、SODクリエイト）
- 人妻たちのガチイキ丸見えディルドオナニー XI（6月27日、グラフィティジャパン）
- 私の一番ヤリたいコト。捜査官になって敵に捕まり永遠に責められ続けたい…。 稲森美優（7月23日、Vitamin/妄想族）
- 本番OK!? 人妻回春マッサージサロン III（7月27日、グラフィティジャパン）
- 「夫には絶対に言えません」義父に抱かれたなんて… 4章（7月27日、グラフィティジャパン）
- ヤラせてくれたら購入すると嘘ついて無許可膣奥出し (3名172分)（8月22日、SODクリエイト）
- 誰にも言えない… 娘の夫に無理やり抱かれたなんて 13（8月27日、グラフィティジャパン）
- 一般男女モニタリングAV マジックミラーの向こうにはキスをしてくれない旦那! 愛する旦那とはご無沙汰な人妻がどんどん過激になる10種類の濃厚ディープキス体験! 年下青年とのベロチューで久しぶりにオマ○コが熱くトロけた奥様は初めてのキスまみれセックスで連続中出し!（12月3日、DEEP'S）
- 濡れてテカってピッタリ密着 神競泳水着 稲森美優  可愛い女子の競泳水着姿をじっとりと堪能! 着替え盗撮から始まり貧乳から巨乳にパイパン、ハミ毛、ジョリワキ等のフェチ接写やローションソーププレイや競泳水着ぶっかけ等を完全着衣で楽しむAV（12月12日、親父の個撮）
- 人妻ナンパ中出しイカセ 8時間 SUPER DX 11（12月13日、ホットエンターテイメント）
- 完着ハイレグ痴女 アメイジング（12月17日、ミル）

- 一般男女モニタリングAV 二次会帰りの終電間際に突撃交渉! 友達同士の大人の男女が中出し1発10万円の過激ミッションに挑戦! ほろ酔い若妻2人が既婚男性とラブホテルで朝までハーレム逆3P連続射精セックス! 5 互いの家庭を忘れた秘密の乱交は1発限りじゃ収まらない!!（3月4日、DEEP'S）

### アダルトVR
- 顔面特化アングルVR 〜エロい眼で見つめてくる'あざとい'競泳水着グラドル〜 稲森美優（11月18日、KMPVR）
- 上京していた幼馴染が帰郷したら、ヤリマンギャルになっていた…。 稲森美優（12月2日、KMPVR）
- 都合のいい愛人は… 危険だ。男性器をダメにするこねくり騎乗位に沼りまくった夜 稲森美優（12月29日、KMPVR-彩-）

- 「私が初めて奪っていい?」 エアコンの壊れた僕の部屋で憧れの美巨乳家庭教師が汗だく胸チラに理性崩壊! 優しく誘われ童貞卒業SEXの【神展開】に無我夢中でヤリまくった【口内射精・顔射・中出し2発射】 稲森美優（2月16日、こあらVR）
- 【脚フェチルーズソックス特化VR】14人完全撮りおろし（2月28日、こあらVR）
- モチ脚 × プリ尻 = エロいに決まってる。垢抜けた同居人のチート過ぎるフェチ誘惑に何度も勃起と射精を繰り返したボク 稲森美優（3月5日、KMPVR）
- 【ゴム有専門店】のソープランドで元グラドルの新人美巨乳泡姫に【こっそりゴムを外して無許可で大量中出し!】妊娠危険日なのに猛烈ガン突きでイキまくって生ハメ拒み切れない敏感早漏ドスケベ嬢に【口内射精・パイズリ挟射・ゴム中・中出し3発射】 稲森美優（4月5日、こあらVR）
- ノーモザフェラVR（4月24日、KMPVR）

### アダルト動画配信
- 「彼女のマ●コとわたしマ●コ、どっちが好き?」彼女の親友にそそのかされて愛の巣でこっそり托卵セックス! 彼女と二人で選んだソファーも大量潮吹きでマーキングされちゃってもう後戻りできない背徳中出し! #044 みゆ / 彼女の親友（12月23日、ドキュメントdeハメハメ）
- 【後妻業ビジネスのリアルな実態】【給料明細 #16】資産家老人をカモに遺産を狙う「毒婦」を徹底調査!! 男を虜にする小悪魔的な笑顔とアニメ声!! 貢がせ上手な「色仕掛け」テクニックとは?! 久しぶりの若い男のカチカチち○ぽに感度爆上がり!! 高身長美BODYをうねらせて激イキ中出し & 顔射!! みゆ 33歳 後妻業 (表向きは看護師)（12月25日、SUKEKIYO）
- 【「イってない」と言いつつ他人棒でイキまくる嘘つき淫乱妻】最愛の妻を友人に寝取らせてみたら…【みゆ (24) / 結婚2年目】（12月26日、ドキュメントdeハメハメ）

- 暇ですねめっちゃ(笑) 夜な夜な旦那を襲い性欲処理する日々ですよ。旦那は年下。性欲なし。専業主婦ってとにかく暇。てゆーか、私がシタい時にサセてくれない旦那なんて、価値なしじゃない? (笑) だから憂さ晴らしにAV出演ってワケ(笑) at埼玉県川口市 戸塚安行駅前 美優さん 33歳 結婚2年目（1月7日、KANBi）
- ラグジュTV 1651 高田冴子 31歳 インフルエンサー 「痛いのが好き…」 元グラドルの経歴を持つ癒し系美女が出演! 美意識が行き届いた身体は刺激に貪欲…! M気を刺激され絶頂しまくり大量スプラッシュ!（3月8日、ラグジュTV）
- マジ軟派、初撮。1924  みゆ 27歳 遊園地のアトラクションのお姉さん  お天気お姉さん風のかわいこちゃんがお金の誘惑に負けて脱ぐ! スタイルの良さでカメラ映え抜群! 戸惑いつつもスイッチ入って嬉しそうにチ●ポ咥えてご奉仕も! ベテラン男優にイカされエッチな声が部屋に響く!（6月7日、ナンパTV）
- 【10万人が恋するBODY】フォロワー10万人超えの元グラビアアイドルを彼女としてレンタル! 口説き落として本来禁止のエロ行為までヤリまくった一部始終を完全REC!! どう考えても高嶺の花なのに、デートは親近感&好感度MAXで、リアル彼女にした過ぎる!! 元グラドルとのSEXは、カラダも反応も最高にエロ過ぎて、『沼』確定!!! 「最高過ぎッそれ反則ぅう!! 中っ出して欲しい!!」とみんなが恋するインフルエンサーの口から淫語連発!! 【レンタル彼女】 みゆちゃん 25歳 元グラビアアイドル（8月20日、プレステージプレミアム）
- みゆさん (oreh024)（8月25日、俺の素人-Z-）
- MIYUU (sth065)（9月23日、素人ホイホイSH）
- M.I (hhl067)（9月27日、素人ホイホイLOVER）

- ミユ (gjkz548)（7月10日、素人熟女図鑑）
- ミユ 2 (gjkz553)（8月10日、素人熟女図鑑）

### イメージビデオ
- はじめての… 稲森美優（2012年8月22日、トリコ）
- ひとりバカンス 稲森美優（2014年10月17日、M.B.Dメディアブランド）
- 〜再会〜 稲森美優（2015年1月30日、グラッソ）
- ファーストデイト 稲森美優（2015年8月28日、オルスタック販売）
- お好きにどうぞ♡ 稲森美優（2017年2月24日、グラッソ）
- この撮影で自前の下着披露ンゴ。 稲森美優（2017年5月10日、IMPACT）
- Mermaid 稲森美優（2018年10月19日、No brand）
- Venus 稲森美優（12月21日、No brand）
- Natural 稲森美優（2019年6月21日、M.B.D. メディアブランド）
- Miyuu ハダカノココロ（2022年9月22日、REbecca）
- もっと。 稲森美優（2023年5月28日、oldman par）

### イメージVR
- apartment Days! 稲森美優 トライアル版（6月2日、ファンタスティカ）
- apartment Days! 稲森美優 act1（6月9日、ファンタスティカ）
- apartment Days! 稲森美優 act2（6月16日、ファンタスティカ）

- 重なるしずく（9月11日、スイムスーツガール）
- バーチャルダイブ 〜貸し切りプールで軟体先生の個人レッスン〜（10月19日、ファンタスティカ）
- バーチャルダイブ 〜僕のものとなる。昼の君も夜の君も。〜（11月23日、ファンタスティカ）

### 写真集
- もっと。 稲森美優写真集（2023年5月24日、ジーウォーク、撮影：太田清隆）ISBN 978-4-86717-572-9

### デジタル写真集
- 稲森美優1（デジタル出版）
- 稲森美優2（デジタル出版）

- Venus! はじめての… 稲森美優（12月19日、DEC）

- sabra net girls マシェバラ スペシャル 1（2月3日、小学館）※sabraとマシェバラのコラボ・オムニバス写真集[33]。

- 競これ -競泳水着これくしょん- 稲森美優 vol.01 〜 vol.04（1月22日、デジタル出版、撮影：徳世昌則）
- ラブポップグラビア 稲森美優 Vol.01（12月10日、PAD）

- ラブポップグラビア 稲森美優 Vol.02（1月1日、ラビリンス）
- ラブポップグラビア 稲森美優 Vol.03（1月28日、ラビリンス）

- 優しさに包まれて【グラビア写真集】稲森美優（3月10日、プレステージ出版、撮影：ナカヤマトモアキ）
- 優しさに包まれて【ヌード写真集】稲森美優（3月10日、プレステージ出版、撮影：ナカヤマトモアキ）
- 稲森美優 えちえちトリップ vol.1 FRIDAYデジタル写真集（5月12日、講談社）
- 稲森美優 えちえちトリップ vol.2 オール未公開100ページ超完全版 FRIDAYデジタル写真集（5月12日、講談社）
- 絶対的スーパーナチュラルポーズブック 稲森美優（5月26日、プレステージ出版、撮影：渡辺凌）
- れいむ 稲森美優 vol.01～vol.04（6月23日、ジーウォーク、撮影：太田清隆）

- ABSOLUTE SPORTS POSE 絶対的スポーツポーズ集 稲森美優（4月12日、プレステージ出版、撮影：渡辺凌）
- 「PHOTO SHOT」 本物グラビアアイドル 稲森美優 写真集（6月21日、ピンク倶楽部、撮影：郡司大地）
- 『見せてア・ゲ・ル』 稲森美優 写真集（7月12日、ピンク倶楽部、撮影：郡司大地）
- 『とろけたい気分』 稲森美優 写真集（8月16日、ピンク倶楽部、撮影：郡司大地）
- 『Love me』 稲森美優 写真集（9月13日、ピンク倶楽部、撮影：郡司大地）
- 絶対的透け透けテカテカポーズブック 稲森美優（10月11日、プレステージ出版、撮影：渡辺凌）
- 『EROS』 稲森美優 写真集（10月11日、ピンク倶楽部、撮影：郡司大地）
- 『快感』 稲森美優 写真集（11月15日、ピンク倶楽部、撮影：郡司大地）
- 『姫初め』 稲森美優 写真集（12月27日、ピンク倶楽部、撮影：郡司大地）

- 『こっちにおいでよ』 稲森美優 写真集（2月8日、ピンク倶楽部、撮影：郡司大地）

## 製品

### フィギュア
- PLAMAX Naked Angel 1/20 稲森美優（2023年5月、マックスファクトリー）

## 出演

### テレビ番組
- 白黒アンジャッシュ（千葉テレビ）
- 全種類。（TBS）
- 大進撃放送BONZO!（TOKYO MXテレビ）
- ゲーマーズTV夜遊び三姉妹 ふるぼっこ堂（日本テレビ）
- アメトーークスペシャル（テレビ朝日）
- アイドルの穴〜日テレジェニックを探せ!〜（2012年4月8日 - 5月27日、日本テレビ）
- エスエス（TOKYO MXテレビ）
- 東京オーディション（仮）（TOKYO MXテレビ）
- 魚拓と成瀬のツキとスッポンぽん #444,#445（2023年6月4日,18日、パチ・スロ サイトセブンTV）
- ビ～チ9（2023年12月10日 - 、テレビ埼玉）

### インターネットテレビ
- ハコニワ（2012年5月、東京インターネット放送局）
- みんなでMONDAYNIGHT21（あっ!とおどろく放送局、毎週月曜21時00分-21時45分、レギュラー出演）
- シャバダバふじと染谷由香の 染まるTV（FRESH ABEMA TV）
- みんなで予想うまぐりちゃん（FRESH ABEMA TV）
- 【全日本○○グラドルコンテスト】アビリティ（2018年11月18日、AbemaTV）

### ラジオ
- 横浜美少女図鑑R（FMヨコハマ）
- 金曜だけじゃ物足りない（渋谷クロスFM）

### 映画
- アイドルスナイパー THE MOVIE（2020年10月3日、K-Network Family） - 香坂瑠璃 役[34]

### VR映画
- GIRL Z OF THE DEAD EPISODE2（2021年、岩下賢太郎監督）

### 舞台
- アリスインプロジェクト×劇団女神座「ももいろナースステーション」（2011年5月24日 - 29日、シアターKASSAI） - 白組 北村夏美 役
- ジャイアント・キリング 第11回公演「もんぞもんぞ」（2011年9月8日 - 12日、下北沢・Geki地下Liberty）
- アリスインプロジェクト×アフリカ座「ハッピーゴーアンラッキー」（2011年10月12日 - 16日、シアターKASSAI）- 来栖杏 役
- アリスインプロジェクト×企画演劇集団ボクラ団義「ハイスクールミレニアム[35]」（2011年12月13日 - 18日、シアターKASSAI） - 水沢沙希 役
- アリスインプロジェクト
  - 「まなつの銀河に雪のふるほし[36]」（2012年2月29日 - 3月4日、六行会ホール）- 星組・リル 役
  - 「ワールズエンド・ガールズスタート[37]」（2012年5月3日 - 6日、シアターKASSAI） - 笠木美緒 役
  - 「ハイスクールミレニアム2012[38]」（2012年8月14日 - 19日、上野・ストアハウス） - 月岡民美 役
  - 「ラストホリディ〜終わらない歌〜[39]」（2012年11月20日 - 25日、東長崎・てあとるらぽう） - ふぶき 役
  - 「アリスインデッドリースクールオルタナティブ[40]」（2013年3月20日 - 24日、六行会ホール） - 風組 村崎静香 役
- アリスインプロジェクト×劇団北京蝶々「ダウト!-国立公安女子校-[41]」（2012年10月25日 - 28日、銀座・博品館劇場） - 星組・オバラ 役
- W-Speak第四回公演『笑劇LOVERS[42]』「ストップガール」「帰ってきたキス部」（2012年12月26日 - 30日、シアターKASSAI）
- 青山メインランドプレゼンツ「横山剣 大座長公演」（2013年5月6日 - 9日、浅草公会堂）[43]
- u-you.company「MASTER IDOL〜マスターアイドル〜」（2013年6月18日 - 23日、下北沢・Geki地下Liberty）
- u-you,company「UTSUKE」三部作（2015年2月11日 - 15日、シアターグリーン BIG TREE THEATER）
- u-you.company「ハッピーゴー☆アンラッキー」（2015年6月17日 - 22日、下北沢・Geki地下Liberty）
- u-you.company「MASTER IDOL〜マスターアイドル〜[44]」（2016年5月25日 - 30日、下北沢・Genki地下Liberty）
- シズカ式「日本橋ドロップス」第二缶（2017年12月7日 - 10日、アクアスタジオ） - Aイチゴ味チーム
  - 第1話「パニックバージンロード」 - メイ 役
  - 第2話「忍〜くノ一〜」 - 椿 役

### モデル
- フリーペーパー「横浜美少女図鑑」
- 美女暦写真集（マガジンハウス）
- コンパクト美人（乃木坂フォト）
- Best of the 女房 受賞（#女房酔わせてどうするつもり選手権）

### 雑誌
- memew（近代映画社）
- スコラ（スコラマガジン）
- モトチャンプ（三栄書房）
- sabra（小学館）付録DVDに登場
- Bejean（ビージーン）（ジーオーティー）
- DVD Dream（三和出版）

### ネット配信
- @失礼します（日刊ゲンダイ）
- パジャマでオジャマ（ワニブックス）
- 1000人美少女（beeTV）
- 裏ヤンマガ（講談社）

### イベント
- 東京ゲームショウ2017「ディースリー・パブリッシャー」ブース（2017年9月、千葉・幕張メッセ）[注 2]
- LADY MADONNA ANNEX（2023年8月3日、東京・GOTANDA G6）[24]
- LADY MADONNA 拡大版 2024（2024年11月21日、神奈川・川崎 CLUB CITTA'）[25]
- LADY MADONNA Vol.18（2025年3月27日、東京・青山RizM）[26]

### イメージガール
- 2010年 WebMoneyイメージキャラクター オンラインゲームファンの開運招福キャラクター「御藝巫女」グランプリ
- 2016年 C91 コミックマーケット メディアアーツブース リライト（神戸小鳥）